# Soul Link
Soul Link (ソウル リンク lit. Conexión de almas?) es una novela visual japonesa desarrollada por Navel. La historia se centra alrededor de un grupo de militares, la aventura de cadetes a bordo de una nave espacial llamada Aries.El juego para PlayStation 2 Soul Link Extension fue lanzado a la venta en Japón el 29 de junio de 2006. Una adaptación a serie de anime, producida por Picture Magic y dirigida por Toshikatsu Tokoro, fue emitida entre el 11 de abril y el 24 de junio de 2006. También se han producido varias adaptaciones a manga y novelas. Además, una versión en inglés del juego fue lanzado en diciembre de 2009 por MangaGamer.

## Argumento
En el año 2045 AD, un grupo de cadetes militares se preparan para ir a la academia militar, ubicada en el espacio, dentro de la estación Aries. Dentro de ese grupo de estudiantes esta Ryota Aizawa y sus compañeros Sayaka Nagase y Kazuhiko Nitta que se preparan para continuar sus estudios. Pero la situación cambia cuando un grupo de terroristas llamado parallax toma el control de la estación. Mientras que los militares evacuaron con éxito a la mayoría de la tripulación, el grupo de Ryota se ve atrapado en el espacio. Poco después un virus misterioso invade la estación tomando control de casi todo el personal, creando criaturas que llegan a atacarlos, ahora Ryota y los demás deberán arreglárselas para salir de la estación Aries con vida y regresar al planeta tierra.

## Personajes
Ryōta Aizawa (相澤 涼太 Aizawa Ryōta?)
Voz por: Hideki Ogihara
Cadete de la academia. Este llega junto con Sayaka a la estación espacial. Luego del ataque, el queda como Líder del grupo. Él ama a Sayaka, pero no sabe que hacer.
Sayaka Nagase (永瀬 沙佳 Nagase Sayaka?)
Voz por: Yuki Masuda
Amiga de Ryota y Aya. Ella también ama a Ryota.
Shūhei Aizawa (相澤 秀平 Aizawa Shūhei?)
Voz por: Kentarō Itō
Es el hermano mayor de Ryota. Shuhei es un brillante y talentoso soldado que se saltó dos grados en la academia militar. Él es bien conocido y supera a la mayoría de los soldados en combate. Él revela más tarde que posee las celular perfectas Sakyura, con lo cual mejora su capacidad de curación. Aunque, a diferencia de otros que poseen estas células, Shuhei no se convierte en un soldado sin mente. Cellaria estaba interesada en el ya que era capaz de resistirse a su control e intentó capturarlo para crear a un ser superior. Al final,  aunque casi todo el mundo cree que están muertos ya que supuestamente fallecieron cuando la estación Aries se estrella en la tierra, Ellos (Shuhei, Nanami y Nao) viven felizmente juntos. Ellos creen que la gente no está preparada para conocer la existencia de Sukyura. Al final de la serie, es visto por última vez en el aeropuerto cerca del lugar donde Ryota y Sayaka están.
Nao Morisaki (森崎 七央 Morisaki Nao?)
Voz por: Kumi Sakuma
Novia de Shuhei Aizawa. Una mujer apasionada y con personalidad. Ella es una estudiante de medicina en la Academia. 
Kazuhiko Nitta (新田 和彦 Nitta Kazuhiko?)
Voz por: Takehito Koyasu
Un brillante Hacker y especialista en computadoras. Él construye una rivalidad con Aizawa, ambos hermanos, aunque sí tienen un alto respeto por Shuhei.
Aki Nitta (新田 亜希 Nitta Aki?)
Voz por: Marina Ono
Hermana menor de Kazuhiko. Un hacker de computadoras aún mejor, aunque no tiene las habilidades de batalla de Kazuhiko. Ella no tiene una relación estable con su hermano mayor, ya que los dos siempre argumentan cuando ven unos a otros. A pesar de que cuando eran más jóvenes, parece que se utiliza para buscar a Kazuhiko hasta que se dio cuenta de que su hermano no era nada grave en ese entonces. Ella termina comandando las computadoras del Aries.
Yū Yamanami (ユウ ヤマナミ Yū Yamanami?)
Voz por: Junko Shimakata
Un pasajero en la estación de Aries. Tranquila y misteriosa. Es una mercenaria contratada por la división A de Parallax par arruinar los planes de la división B de la misma.Ella tiene una relación con Shin, ya que ellos estaban en medio de una guerrilla y shin va a buscar a su hermana.
Cellaria Markelight (セラリア マーカライト Seraria Mākuraito?)
Voz por: Chiharu Tezuka
Supuesta "instructora" en la estación de Aries. Parece ser muy cuidadosa hacia sus estudiantes. Ella es la autora y cerebro del ataque a la estación. En el transcurso del plan, termina por traicionar a los terroristas en la estación y se lo toma más de sí misma, con su Sukyura. Ella se considera la perfecta "Sukyura-ser" y controladora de los que poseen las células Sukyura. Esta intrigado con Shuhei, porque es el único que no puede controlar plenamente. Al fin y al cabo, ella es destruida por Nanami.
Shigemichi Morimoto (森本 茂道 Morimoto Shigemichi?)
Voz por: Norio Wakamoto
Guardia de la estación de Aries. Él se encarga de todos los pasajeros y actúa como el gerente general. Un útil personaje. Él es el padre de Sayaka, que se había marchado de ella cuando era sólo una niña. Es muerto por el Comandante de la academia (el cual estaba contagiado Sukyura), intentando proteger a Sayaka y a Aya. Luego de esto, le dice a Ryota que es el padre de Sayaka, justo uando ella volvía con un botiquín.
Gale Lantis (ゲイル ランティス Gairu Rantisu?)
Voz por: Takashi Nagasako
Líder del grupo terrorista que ataca la estación de Aries. Él se quita la vida con el fin de comprar algo de tiempo para dejar escapar a Aya.
Karen Tachibana (カレン タチバナ Karen Tachibana?)
Voz por: Yui Shōji
Una terrorista, y una exsoldado, que es experta en cuerpo a cuerpo con el enemigo, así como armas de fuego. Tiene una entusiasta personalidad. Ella puede parecer insubordinada, pero ella respeta a Gale, y le ve como una figura paterna. Luego, cambia de equipo y se encuentra con Ryota y los demás.Ella cultiva una afición por Kazuhiko y en el final, ella lo esperab a la salida del aeropuerto.
Aya Sugimoto (杉本 亜弥 Sugimoto Aya?)
Voz por: Yoshino Nanjō
Amiga de la infancia de Sayaka Nagase. Una torpe o estorbosa, según Gale, pero amable de personalidad. Siempre alegre en todo momento.
Nanami Inatsuki (稲月 ななみ Inatsuki Nanami?)
Voz por: Natsumi Yanase
Una niña que se encuentra en la estación Aries. Ella es encontrada más tarde en el depósito de alimentos junto con el perro de la estación. Ella es creada básicamente a causa de la relación que tuvieron Shuhei y Nao (En cierto modo, ella es su "hija"). Ella llama a Shuhei su 'padre', y Nao su 'madre'. En el final, ella destruye a Cellaria, ya que es la única que puede contrarrestar la capacidad de propagar las células Sukyura.

## Adaptaciones
Soul Link se presenta en una variedad de tipos de medios, que van desde el juego en sí, el anime, dos novelas y varios luz drama CD.

### Anime
((ver la Lista de episodios de Soul Link ))
La adaptación de anime y manga se hizo a 13 capítulos con una racapitulación especial y también con un videojuego para la consola de playstation 2 y para PC

### Manga
Una antología colección denominada Twin Heart Soul Link Comics consta de manga relativas a Soul Link por diversos artistas y una adaptación manga titulado Soul Link Código de Señales: 0 fue lanzado el 4 de abril de 2006.

### Novela
Tres adaptaciones de Soul Link han sido publicadas. Dos son publicados por Soft Garage y uno es una colección de antología publicada por Jive

## Capítulos
| # del Capítulo | Título (En japonés) | Título (Romaji)                      | Título en español        | Sinopsis |
| -------------- | ------------------- | ------------------------------------ | ------------------------ | --- |
| Capítulo 1     | 出会い              | Deai                                 | Encuentro                | Llegada de los estudiantes militares y pasajeros a la estación de Aries. Comienzo de la educación de los estudiantes. |
| Capítulo 2     | 接触                | Sesshoku                             | Contacto                 | Shuhei, Aki y Aya llegan a la estación Aries. Ryota intenta conseguir tiempo para Sayaka durante una simulación de entrenamiento, para que ella pueda encontrar a su amiga de la infancia Aya. |
| Capítulo 3     | 勃発                | Boppatsu                             | Arranque                 | La advertencia klaxons señala una emergencia. Los terroristas comienzan su ataque mientras que el equipo, la tripulación y los pasajeros intentan evacuar. |
| Capítulo 4     | 休息                | Kyūsoku                              | Respirando en el espacio | Unas personas y tripulantes no logran salir de la estación Aries. Shuhei y Cellaria son perjudicados en la batalla. Retroceso a la niñez de Nao. |
| Capítulo 5     | 分岐点              | Bunkiten                             | Un momento crítico       | Retroceso a la niñez de Aki. Los estudiantes militares se preparan para un contraasalto y ataque contra los terroristas. |
| Capítulo 6     | 別れ                | Wakare                               | La despedida             | Cellaria es capturada. Shuhei intenta y prepara un rescate para ella. |
| Capítulo 7     | 流転                | Ruten                                | Flujo                    | Descubrimiento de un virus extraño. La cooperación ocurre por todas partes de la estación para la supervivencia. Nao es perjudicada en un ataque por parte de los terroristas. |
| Capítulo 8     | 願い                | Negai                                | Deseo                    | Nanami es encontrada. Los terroristas son traicionados por Cellaria. Retroceso a la niñez de Yu. |
| Capítulo 9     | 覚醒                | Kakusei                              | Despertar                | Shuhei está siendo corrompido. Yu es capturada, pero se escapa con la ayuda de su amigo de la infancia. |
| Capítulo 10    | 迷走                | Meisou                               | Perdido                  | El pasado de Cellaris es revelado. Los estudiantes militares hacen planes para dejar la estación. |
| Capítulo 10.5  | 特別回想編          | Episodio de Recapitulación Especial) | Cellaria/Nanami          | recapitulación Especial . Retroceso a la niñez de Sayaka, y la historia a fondo de Cellaria. Este episodio no es incluido en la cuenta de número total de episodios de la serie. |
| Capítulo 11    | 哀悼                | Aitō                                 | Luto                     | Aya logra escaparse a costa de la vida de Gale, que asegura su seguridad. |
| Capítulo 12    | 旅路                | Tabiji                               | Viaje                    | Con la estación que comienza a quemarse encima de la atmósfera de la Tierra, el resto de la tripulación comenzó la evacuación de la estación. El acontecimiento cambió las vidas de esas personas durante 1 año, donde cada uno volvió a sus vidas normales. El futuro de la mayor parte de los personajes fue normalizado también. |